# Confine tra Brasile e Francia
Il confine tra il Brasile e la Francia ha una lunghezza di 730 km. Il confine si trova tra lo stato brasiliano di Amapá e il dipartimento francese d'oltremare della Guyana francese. L'attuale confine fu definito con il trattato di Utrecht nel 1713.

## Geografia
Alla sua estremità sud-occidentale, il confine franco-brasiliano inizia sull'altopiano della Guyana dove una triplice frontiera delimita il confine tra Brasile, Suriname e Guyana francese. Chiamato Koulimapopann sulle mappe dell'Institut national de l'information géographique et forestière, questo si trova a 2°20'15.2"N e 54°26'04.4"W.
Da questo punto, corre a est per 303,2 km lungo lo spartiacque tra il bacino amazzonico e i fiumi della Guyana che sfociano direttamente nell'Oceano Atlantico. Confina con la città francese di Camopi di fronte al comune brasiliano di Laranjal do Jari. Si unisce quindi al corso dell'Oyapock, che corre verso nord nella foresta equatoriale, e questa volta funge da confine per 427,2 km tra i territori di Camopi e Saint-Georges da un lato e Oiapoque dall'altro.
Seguendo il suo percorso, il confine attraversa 730,4 km, il che lo rende il 121° confine terrestre più lungo del mondo. È anche il più lungo dei confini della Francia prima del confine franco-spagnolo, più corto di circa cento chilometri. È tuttavia il più breve dei dieci confini del Brasile dopo il suo confine con il Suriname.

## Storia
Le basi del confine franco-brasiliano risalgono all'articolo 8 del Trattato di Utrecht del 1713 tra Francia e Portogallo che afferma: "Che la navigazione dell'Amazzonia, così come le due sponde del fiume, apparterranno al Portogallo, e che il fiume Japoc o Vincent Pinçon servirà da limite per le due colonie”. In questo articolo, la Francia aveva abbandonato a favore del Portogallo tutti i diritti che rivendicava sulle terre chiamate Capo nord, poste tra l'Amazzonia e il fiume Japoc o Vincent Pinçon. In quel periodo, i geografi pensavano che questi due fiumi fossero un unico fiume, a volte dandone il nome di Capo Nord o Capo Orange. Le ricerche successive mostrarono che c'era una differenza di 2 gradi di latitudine tra i due fiumi. La Francia ritenne che il fiume Japoc a cui si fa riferimento nel testo corrispondesse al fiume Araguary mentre per il Brasile si trattava del fiume Oiapoque. Il contenzioso continuò per due secoli e Francia e Brasile, divenuto quest'ultimo indipendente, istituirono a loro volta delle postazioni militari e delle missioni cristiane in quella che divenne la disputa franco-brasiliana, accusandosi a vicenda di violare la rispettiva integrità territoriale. Questa controversia fu risolta per la prima volta dal Direttorio della Repubblica francese con il trattato del 20 agosto 1797 che fissò il confine al fiume Vincent Pinçon, a Capo Nord. In seguito alle guerre napoleoniche, Caienna fu occupata dalle truppe anglo-portoghesi nel 1809. L'articolo 10 del Trattato di Parigi del 1814 stabilì la restituzione alla Francia della Guyana così com'era al 1º gennaio 1792, riaccendendo la disputa.
Il principe reggente del Brasile si rifiutò di firmare questo articolo e i plenipotenziari riuniti al Congresso di Vienna decisero a favore della restituzione della Guyana fino all'Oyapock nell'articolo 106, facendo riferimento a una discussione amichevole tra la Francia e il Portogallo per l'area controversa. Infine, nel 1900 la questione venne rimessa ad un arbitrato di Walter Hauser, Presidente della Confederazione svizzera, che si pronunciò a favore del Brasile. I delegati brasiliani, arrivati ben preparati e guidati dal barone de Rio Branco che aveva già ottenuto un arbitrato favorevole contro l'Argentina, convinsero gli arbitri sulle loro posizioni, mentre la Francia, poco interessata alla questione e monopolizzata dalla colonizzazione dell'Africa, inviò diplomatici poco informati sulla questione. Circa 260.000 km² di territorio che avrebbero moltiplicato per quattro la superficie del territorio della Guyana sfuggirono così alla Francia e si unirono al Brasile, che da quel momento non cessò mai di rosicchiare varie terre a discapito di altri paesi vicini.
Come eredità culturale di quel periodo, alcune comunità amerindie sono ancora presenti nello stato brasiliano di Amapá che parlano un antico creolo della Guyana.

## Punti di passaggio

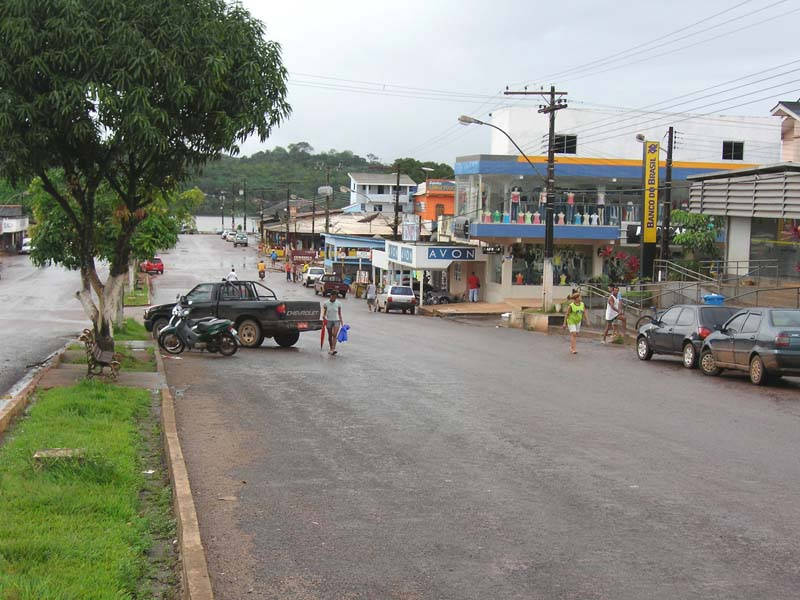
Vista di Oiapoque, in Brasile, città lungo il confine franco-brasiliano

Il confine si trova in una zona di foresta equatoriale attraversata da fiumi e spesso paludosa. Il passaggio dalla Guyana francese al Brasile è stato a lungo molto difficile.